# 米尔普尔图尔克
米尔普尔图尔克（Mirpur Turk），是印度德里North East县的一个城镇。总人口28257（2001年）。

## 人口
该地2001年总人口28257人，其中男性15246人，女性13011人；0—6岁人口4923人，其中男2571人，女2352人；识字率63.18%，其中男性为70.92%，女性为54.12%。